# Lu (Italie)
Pour les articles homonymes, voir LU.
Lu est une ancienne commune italienne de la province d'Alexandrie, dans le Piémont. Depuis le 1er février 2019, elle a fusionné avec la commune voisine pour former Lu e Cuccaro Monferrato.

## Administration
| Période                                  | Période                          | Identité                       | Étiquette     | Qualité |
| ---------------------------------------- | -------------------------------- | ------------------------------ | ------------- | ------- |
| 1999                                     | 2009                             | Ferruccio Mazzoglio            | Liste civique |         |
| 2009                                     | 2014                             | Valerio Ribaldone              | Liste civique |         |
| 2014                                     | 2019 (suppression de la commune) | Michele Filippo Fontefrancesco | Liste civique |         |
| Les données manquantes sont à compléter. |                                  |                                |               |         |

### Hameaux
Bodelacchi, Borghina, Castagna, Martini, Trisogli

### Communes limitrophes
Camagna Monferrato, Conzano, Cuccaro Monferrato, Mirabello Monferrato, Occimiano, Quargnento, San Salvatore Monferrato